# Affondamento del Lusitania
L'affondamento del Lusitania avvenne il 7 maggio 1915, nel contesto della prima guerra mondiale, quando il sommergibile tedesco U-20, colpì con un siluro il transatlantico RMS Lusitania, della Cunard Line, a poche miglia dalle coste meridionali irlandesi, causando il rapidissimo affondamento della nave e la morte di 1198 dei suoi 1959 passeggeri.
L'affondamento, giustificato dalla Germania con la guerra sottomarina indiscriminata, fu un enorme danno per la causa tedesca e contribuì a peggiorare i rapporti con gli Stati Uniti (molte vittime della strage erano statunitensi), finché essi non entrarono in guerra nel 1917 a fianco della triplice intesa. Per questo motivo, talvolta l'affondamento del Lusitania viene impropriamente ritenuto la causa della partecipazione statunitense al primo conflitto mondiale.

## Antefatti

### IlLusitaniae la prima guerra mondiale
Il transatlantico britannico RMS Lusitania, di proprietà della compagnia Cunard Line, varato nel 1906 ed in servizio dal 1907, era una delle principali navi passeggeri impegnate nei collegamenti marittimi di linea tra Stati Uniti e Regno Unito. La sua costruzione era stata in parte finanziata dal governo del Regno Unito, in previsione anche di un possibile impiego bellico del transatlantico in un eventuale futuro conflitto.

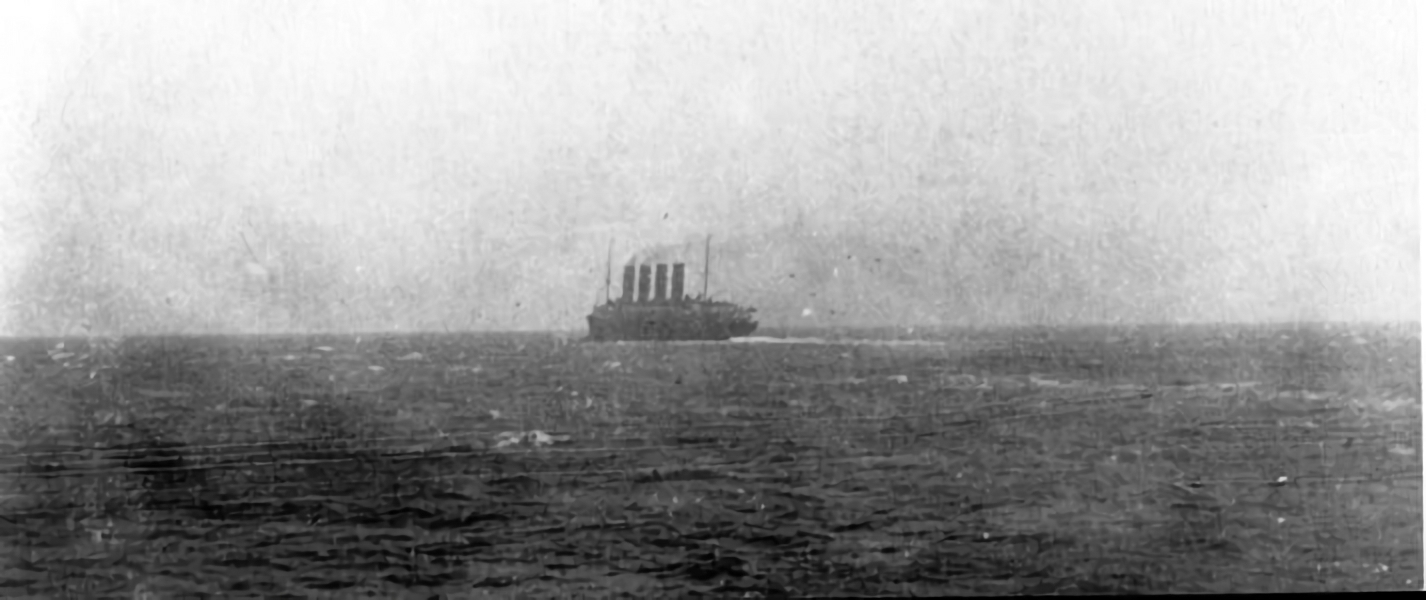
L'ultima foto nota del Lusitania, immortalato mentre lascia le coste americane il 1º maggio 1915

Dopo lo scoppio della prima guerra mondiale il governo britannico esercitò sulla Cunard Line le prerogative garantite dai sussidi concessi per la costruzione della nave; tuttavia l'Ammiragliato si rese presto conto che i suoi alti costi di mantenimento sarebbero stati proibitivi, così il Lusitania e la nave gemella Mauretania non vennero impiegate sui fronti di guerra. Il Lusitania, pur non partecipando attivamente ai combattimenti, cominciò a trasportare una quantità considerevole di materiale bellico. La nave venne inoltre ridipinta in grigio per farla meglio passare inosservata durante le traversate.
Durante gli ultimi viaggi della nave montarono le incomprensioni tra la Cunard Line e l'Ammiragliato, che collaboravano malvolentieri e le cui comunicazioni erano spesso conflittuali e assai lente, aumentando i rischi per la nave e i suoi passeggeri. Il comandante Daniel Dow, dopo l'ultima traversata oceanica effettuata nell'aprile 1915, si dimise per malattia, cedendo il posto a William Thomas Turner, che aveva già comandato il Lusitania in passato.

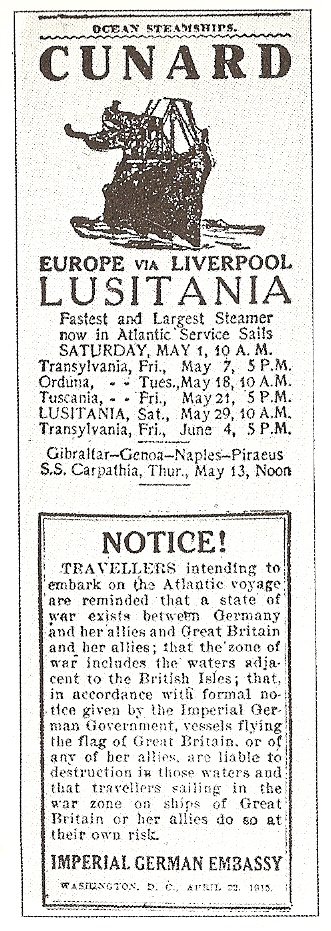
L'avvertimento tedesco posizionato sotto la pubblicità e gli orari delle traversate della Cunard Line

### IlLusitaniaa New York e l'avviso tedesco
L'Impero tedesco, tentando di isolare la Gran Bretagna dal resto dell'Europa e dall'America, dichiarò la guerra sottomarina indiscriminata attorno alle isole britanniche, esponendo così il Lusitania al rischio di essere affondato. Nonostante ciò, nell'aprile 1915 la nave fece l'ultima traversata atlantica verso gli Stati Uniti, giungendo sana e salva a New York.
I tedeschi, che già consideravano il Lusitania come un obiettivo da colpire, nei giorni precedenti la successiva traversata della nave verso l'Inghilterra avvertirono ripetutamente l'opinione pubblica americana tramite annunci sui giornali, tentando di scoraggiare quante più persone possibili dall'imbarcarvisi. Le minacce non furono riferite direttamente al transatlantico, ma vennero lasciate intendere posizionando l'avvertimento sotto gli spazi pubblicitari della Cunard Line. Il governo tedesco si giustificò accusando il governo britannico di utilizzare le navi passeggeri per contrabbandare illegalmente materiale bellico dagli Stati Uniti.
(Avviso pubblicato sui quotidiani statunitensi dall'ambasciata tedesca a Washington.)

Nonostante ciò, quasi 2000 persone si imbarcarono sul Lusitania il 1º maggio 1915, quando la nave salpò per l'ultima volta da New York diretta a Queenstown, in Irlanda, sotto il comando del capitano Turner. Alcuni passeggeri avevano disdetto la prenotazione sul Lusitania, ma il capitano Turner e il rappresentante della Cunard Line a New York, Charles Sumner, avevano falsamente rassicurato i viaggiatori sul fatto che non ci fosse un reale pericolo per la nave. Alcuni importanti personaggi imbarcati sulla nave, come Alfred Vanderbilt, ricevettero dei telegrammi anonimi subito prima di partire che consigliavano di non farlo. Subito prima di lasciare New York il Lusitania imbarcò anche i passeggeri del Cameronia, come era stato richiesto senza preavviso dall'Ammiragliato britannico; il trasferimento causò un ritardo nella partenza di alcune ore.

## L'affondamento

### L'ultima traversata
La traversata, che era la centounesima per il Lusitania, si svolse senza inconvenienti fino alla mattina del 7 maggio. Poco dopo la partenza vennero individuati e arrestati tre individui sospetti a bordo, che si rivelarono essere spie tedesche; internati in una cabina vuota, morirono nell'affondamento ma non vennero conteggiati nel novero ufficiale delle vittime.
L'economia di guerra faceva sì che il transatlantico avesse a bordo meno carbone del normale, dovendo quindi procedere a velocità ridotta per non esaurire le riserve. Secondo le successive dichiarazioni di Turner e della Cunard Line, il governo britannico aveva promesso delle navi di scorta per il Lusitania una volta che il transatlantico fosse entrato in acque inglesi, ma all'arrivo presso l'Irlanda nessuna nave amica venne avvistata. Alcuni passeggeri, come il professor Ian Holbourn e il filantropo George Kessler, espressero a più riprese le proprie preoccupazioni al capitano, ma venne loro intimato di smettere di diffondere il panico. La sera del 6 maggio il capitano ricevette due avvisi di attività sottomarina nelle vicinanze, che però erano già datati, quindi furono ritenuti inaffidabili.

### Siluramento e catastrofe
Ormai quasi giunto in Irlanda, la mattina del 7 maggio il Lusitania incontrò un banco di nebbia nel quale rimase perso per alcune ore, costringendolo a ridurre ulteriormente la propria velocità e ad utilizzare le sirene per segnalare la propria posizione. Il transatlantico riuscì ad uscire dalla nebbia attorno a mezzogiorno, ma nel frattempo era stato avvistato dal sommergibile tedesco U-20, che rimase nella sua scia. Alle 14:10 l'U-20, sfruttando una virata del Lusitania che, inconsapevolmente, lo portò in posizione favorevole per essere colpito, sparò uno dei propri siluri, che in pochi secondi raggiunse il transatlantico. Alcuni marinai di vedetta sul ponte scorsero la scia del siluro alcuni secondi prima che colpisse la nave, ma era ormai troppo tardi per tentare qualsiasi manovra evasiva.

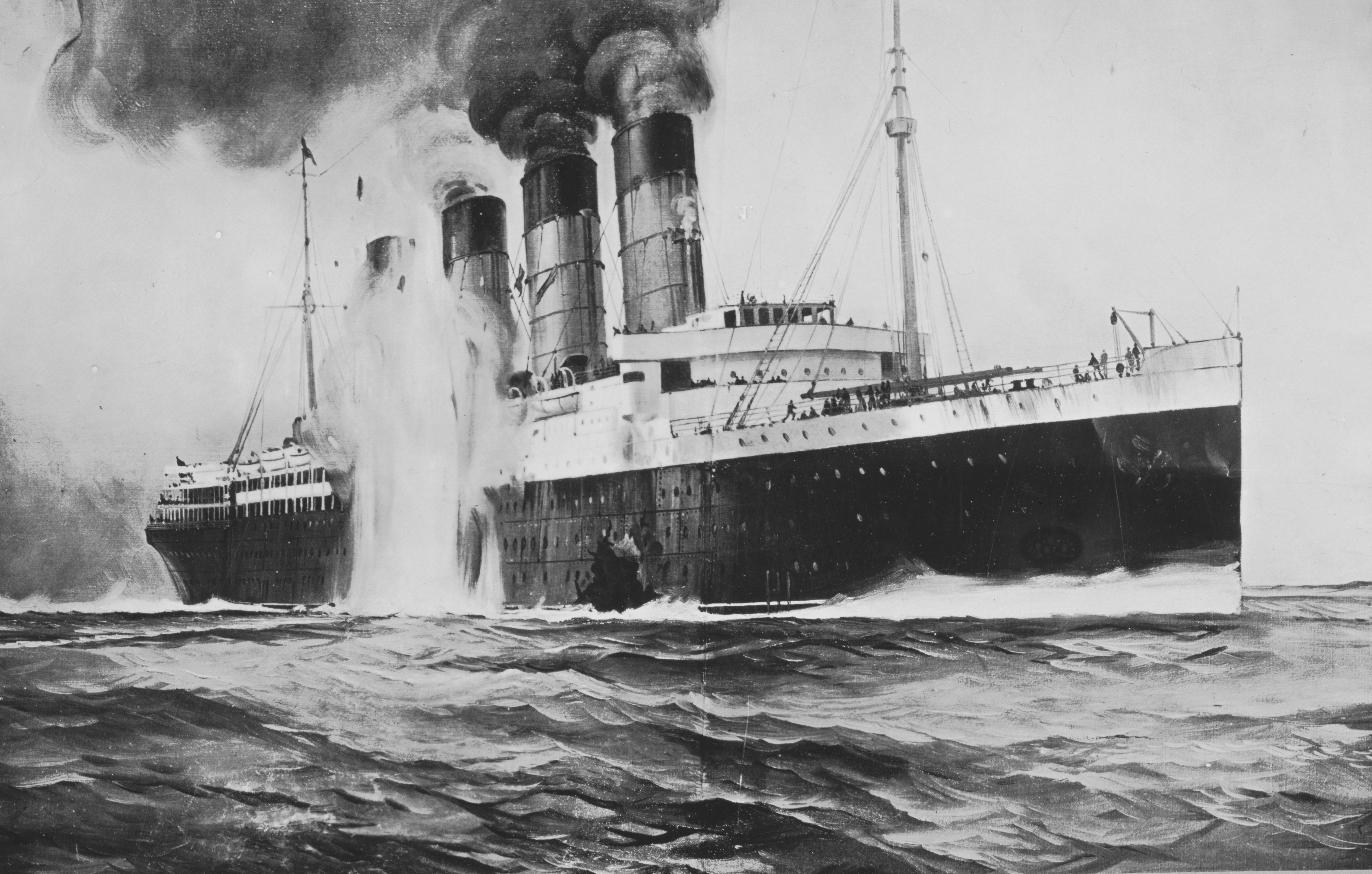
Il Lusitania colpito dal siluro tedesco (illustrazione del New York Herald)

La nave, colpita nella sua sezione centrale, venne scossa da una prima esplosione, che fece saltare in aria la scialuppa n.5 e la fece cadere in mare. Subito dopo vi fu una seconda esplosione, le cui reali cause non furono mai accertate; molti passeggeri riferirono che era stata più violenta della prima e soprattutto interna alla struttura della nave. Il capitano diede allora ordine di virare verso le vicine coste irlandesi, ma il Lusitania cominciò ad inclinarsi subito per la grande quantità d'acqua che stava imbarcando. I comandi della nave in pochi attimi smisero di rispondere: la duplice esplosione aveva completamente squarciato la stiva del Lusitania, i cui compartimenti stagni longitudinali, se riempiti completamente d'acqua, avrebbero potuto farla capovolgere.
L'evacuazione dei passeggeri avvenne nel più totale disordine; pochissime scialuppe poterono essere ammarate con successo e la maggior parte dei sopravvissuti all'affondamento vennero recuperati in mare. L'enorme inclinazione della nave rese impraticabile il lancio delle scialuppe, poiché dal lato inclinato molte si trovavano anche diversi metri al di là dei parapetti, obbligando i passeggeri a saltarvi dentro, cosa che spesso le faceva capovolgere; al contrario, dall'altro lato le scialuppe erano adagiate sul ponte e, quando si provò a sganciarle dai sostegni, scivolarono verso l'interno schiacciando molti passeggeri. Anche delle poche scialuppe calate la maggior parte si ribaltò a causa del loro cattivo stato, dei movimenti inconsulti dei passeggeri in preda al panico oppure perché trascinate sott'acqua dal risucchio della nave; solo 6 lance su 50 ammararono correttamente. I generatori della nave smisero di funzionare entro pochi minuti, bloccando gli ascensori interni, dove secondo altri sopravvissuti rimasero intrappolate e morirono molte persone; l'inclinazione della nave divenne inoltre così eccessiva che anche le scale divennero impraticabili, impedendo a molti di salire sui ponti superiori e intrappolandoli sottocoperta.

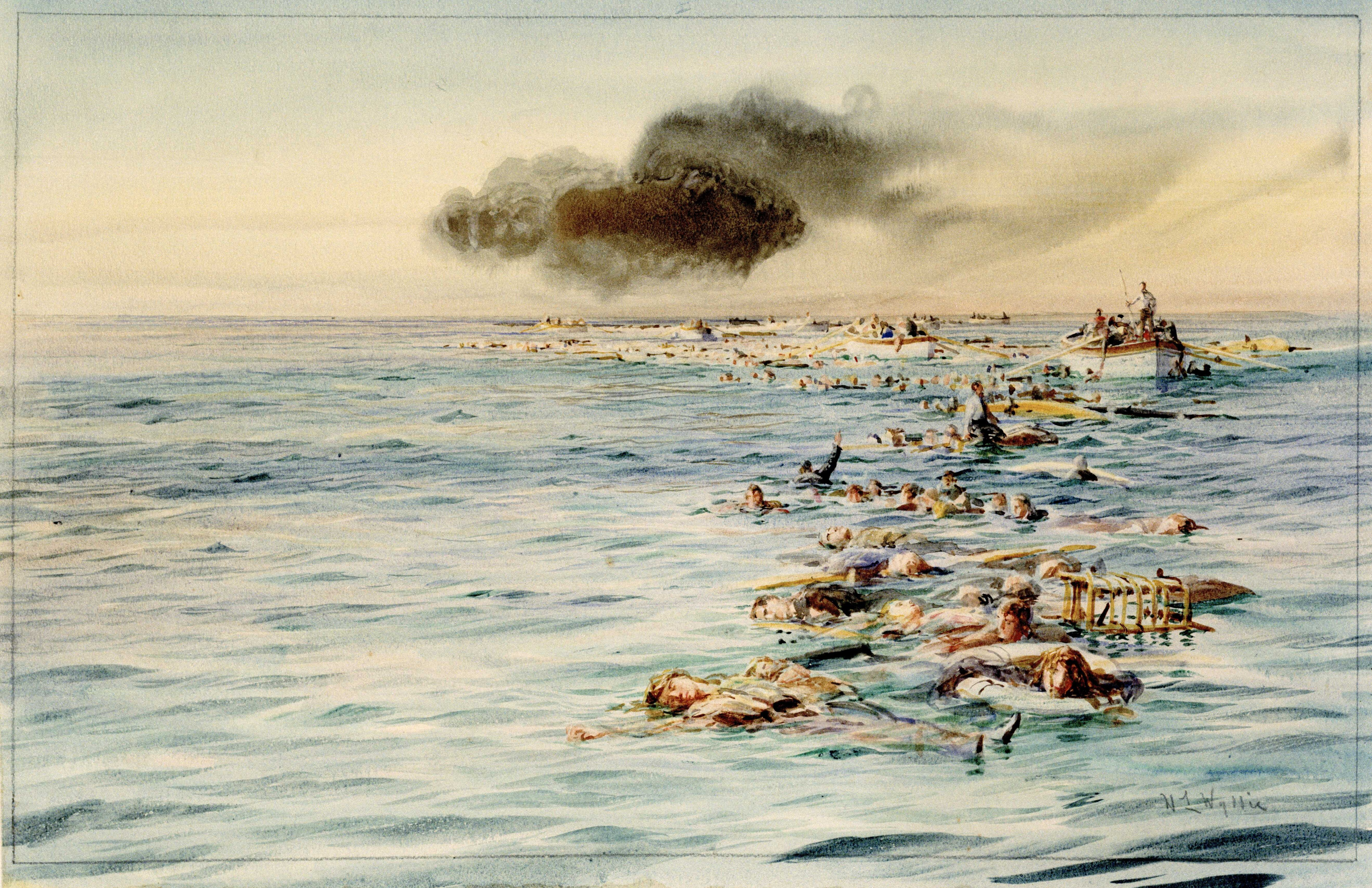
La scia del Lusitania, quadro di William Lionel Wyllie

Proprio per il pochissimo tempo e per il caos che si scatenò a bordo, morirono 1197 delle 1959 persone imbarcate. Il Lusitania colò a picco completamente in soli diciotto minuti. Nonostante la vicinanza alle coste irlandesi (l'affondamento era avvenuto a circa 20 km dal faro di Kinsale, visibile a molti dei sopravvissuti), la marina britannica esitò ad inviare grandi imbarcazioni in soccorso per paura che venissero anch'esse silurate; l'SOS lanciato dal Lusitania venne quindi raccolto per la maggior parte da piccole imbarcazioni civili, soprattutto pescherecci, che giunsero sul luogo del disastro solo dopo alcune ore.
L'U-20 restò per alcuni minuti presso il Lusitania per accertarsi del suo affondamento, fino a quando il comandante Walther Schwieger decise di farlo allontanare; alcuni sopravvissuti affermarono di aver scorto in lontananza il periscopio del sottomarino.

### Soccorsi e recupero dei corpi
I sopravvissuti, raccolti infine da numerose piccole imbarcazioni, vennero portati nei porti più vicini, Kinsale e Queenstown. A Queenstown la guardia costiera britannica vietò lo sbarco dei sopravvissuti fino a nuovo ordine delle autorità, ma i passeggeri del Lusitania, per la maggior parte ancora scioccati e in preda all'adrenalina, minacciarono una sommossa se non fossero stati fatti scendere immediatamente sulla terraferma.
Il recupero dei corpi delle vittime cominciò immediatamente e numerosi edifici di Queenstown divennero obitori provvisori, come la sede della Cunard Line e il municipio cittadino. Le prime identificazioni dei morti dell'affondamento vennero effettuate dagli stessi sopravvissuti, che per giorni rimasero a Queenstown per riprendersi dalla traumatica esperienza e cercare parenti e amici ancora vivi. Corpi delle vittime continuarono a spiaggiarsi sulle coste irlandesi durante le settimane successive, e centinaia di essi furono interrati in tombe e fosse comuni nelle comunità locali. L'affondamento del Lusitania causò un'immediata ondata di rabbia nelle isole britanniche e nei giorni successivi si verificarono episodi di violenza contro i locali residenti tedeschi.

### Personalità legate all'affondamento
Durante l'ultimo viaggio del Lusitania vi erano imbarcate numerose personalità di spicco, soprattutto del mondo dello spettacolo; di seguito alcuni dei morti e dei sopravvissuti più celebri.

#### Vittime
- Marie Depage, infermiera e filantropa belga;
- Justus Miles Forman, scrittore e commediografo statunitense;
- Charles Frohman, impresario teatrale statunitense;
- Elbert Hubbard, filosofo statunitense;
- Alice Moore Hubbard, femminista statunitense, moglie del filosofo Elbert;
- Charles Klein, commediografo e attore statunitense;
- Hugh Lane, collezionista d'arte irlandese;
- Alfred Gwynne Vanderbilt, imprenditore statunitense membro della famiglia Vanderbilt.

#### Sopravvissuti
- William Thomas Turner, capitano del Lusitania;
- George Beuchamp, marinaio britannico, l'unico a bordo ad essere stato imbarcato anche sul Titanic, salvatosi dal precedente naufragio perché imbarcato su una scialuppa;
- Josephine Brandell, attrice statunitense;
- Avis Dolphin, bambina britannica salvata dal professor Holbourn;
- Ian Holbourn, professore scozzese;
- Charles T. Jeffery, imprenditore statunitense;
- Rita Jolivet, attrice britannica;
- Leonard McMurray, che nel 1909 era sopravvissuto al naufragio del Republic;
- David Alfred Thomas, I visconte Rhondda, nobile e politico britannico;
- Margaret Haig Thomas, II viscontessa Rhondda, nobile e femminista britannica, figlia del precedente;
- Theodate Pope Riddle, una dei primi architetti donna statunitensi;
- Frank Tower, individuo che, oltre che sul Lusitania, sarebbe stato imbarcato anche sul Titanic e sull'Empress of Ireland, salvandosi da tutti e tre i naufragi (ma è oggi ritenuto una leggenda metropolitana).

## Conseguenze

### Giustificazioni tedesche e reazione statunitense
L'8 maggio, giorno successivo all'affondamento, il governo tedesco rilasciò una dichiarazione ufficiale giustificando l'attacco al Lusitania con il fatto che la nave stesse trasportando del materiale bellico, come dichiarato anche nei registri del porto di New York. Secondo i tedeschi, il fatto di aver cercato di avvertire i passeggeri con annunci sui giornali nei giorni precedenti l'ultimo viaggio della nave li privava di qualsiasi responsabilità. La Germania inoltre accusò il Regno Unito di aver voluto usare i passeggeri della nave come scudi umani.
Il sentimento anti-tedesco stava montando in America già dal marzo precedente, quando il cittadino americano Leon Thrasher era morto per mano dei tedeschi nel cosiddetto incidente di Thrasher (per una tragica coincidenza il corpo di Thrasher, morto a sua volta in un affondamento, si spiaggiò in Irlanda poco dopo l'affondamento del Lusitania, venendo quindi inizialmente scambiato per un suo passeggero). Nonostante la forte reazione dell'opinione pubblica statunitense, il presidente Woodrow Wilson fu molto cauto, poiché la fazione neutralista era ancora molto forte all'interno della sua amministrazione (tanto che in giugno il segretario di Stato William Jennings Bryan si dimise per l'eccessiva politica pro-Intesa di Wilson). Il presidente chiese quindi diplomaticamente spiegazioni alla Germania. Pur non prendendo sul momento iniziative ostili, Wilson pretese le scuse tedesche per la strage e risarcimenti per le famiglie delle vittime statunitensi. La Germania poco dopo annunciò la sospensione della guerra sottomarina indiscriminata, che non sarebbe ripresa fino al 1917.

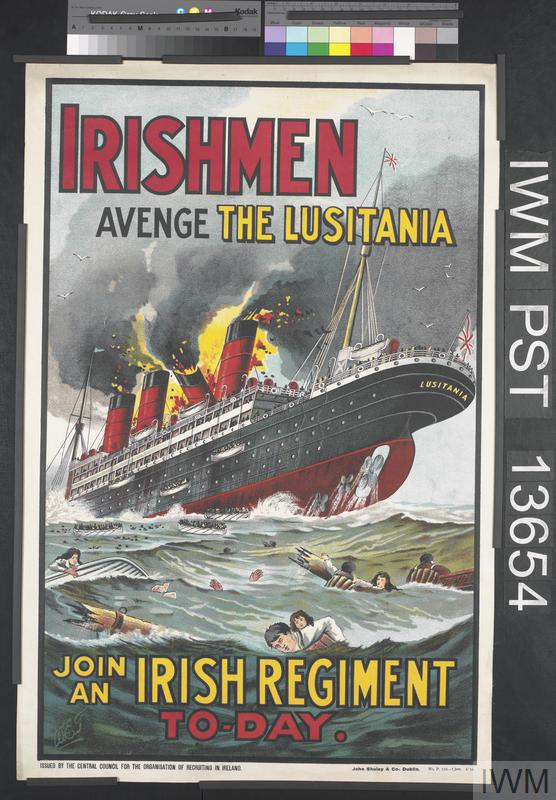
"Irlandesi vendicate il Lusitania", una delle più famose immagini della propaganda britannica riguardanti il disastro

### Sfruttamento della propaganda britannica
L'alto numero di morti del disastro e, soprattutto, le deboli scuse addotte dai tedeschi favorirono enormemente la propaganda britannica, che capitalizzò la rabbia dell'opinione pubblica occidentale conseguente l'affondamento. L'indignazione fu esacerbata anche dalla notizia (poi rivelatasi falsa) che il governo tedesco avesse premiato con una medaglia l'equipaggio del sottomarino responsabile dell'affondamento. L'esercito britannico in risposta cominciò allora una vasta campagna di reclutamento al motto di Lest We Forget ("Per non dimenticare", anche il titolo di un film del 1918 sul disastro con protagonista Rita Jolivet, vera sopravvissuta del Lusitania).
Pur non incoraggiata dal governo statunitense, la propaganda britannica ottenne un notevole effetto anche sull'opinione pubblica americana, raffreddando notevolmente le relazioni tra Stati Uniti e Germania e facendo montare l'interventismo negli States. La rottura definitiva tra i due Stati sarebbe arrivata due anni più tardi, nel 1917, in conseguenza alla ripresa della guerra sottomarina indiscriminata e al telegramma Zimmermann, un fallito tentativo da parte della Germania di convincere il Messico a lanciare un attacco preventivo contro gli Stati Uniti.

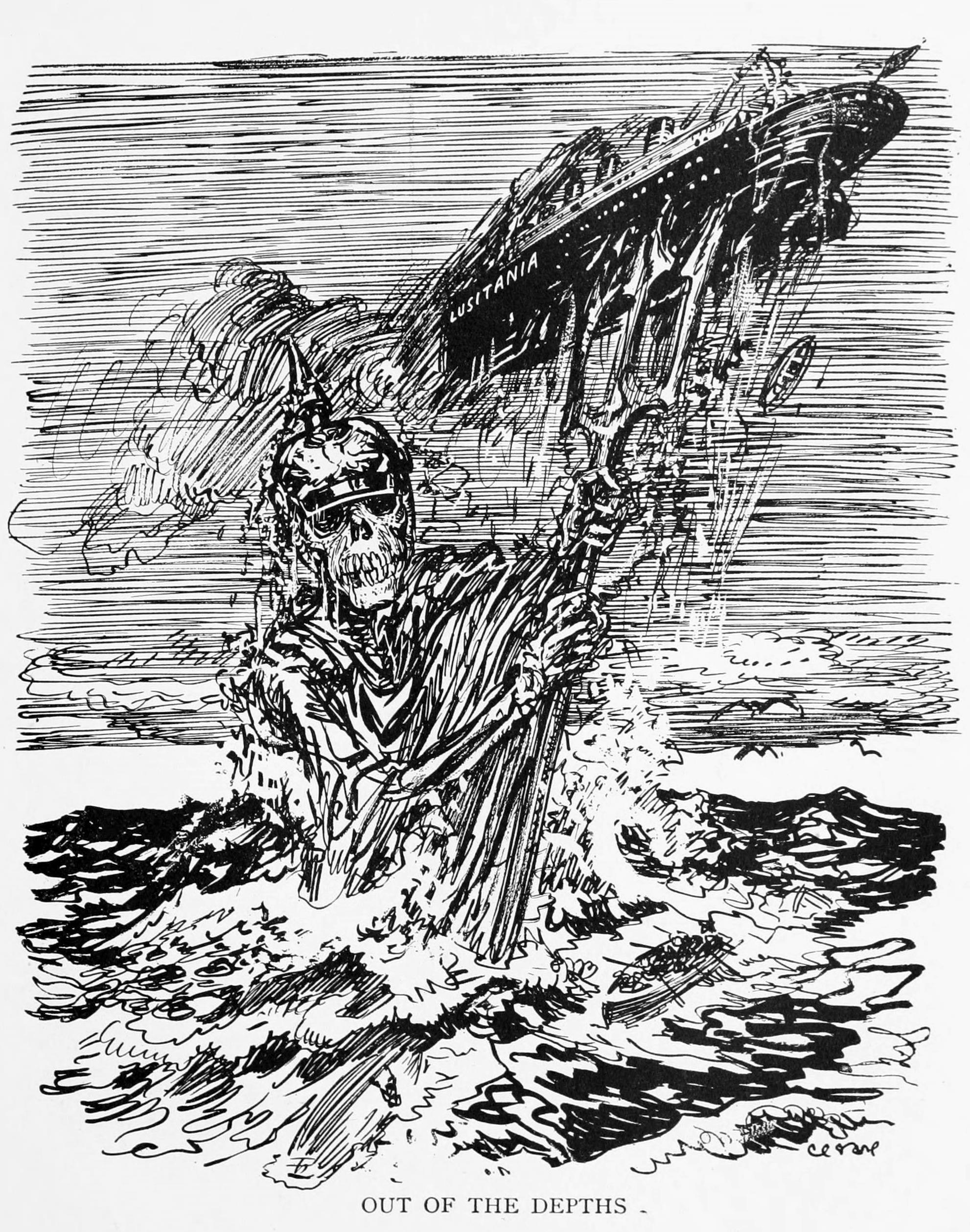
Vignetta propagandistica anti-tedesca, con uno scheletro abbigliato alla maniera prussiana che emerge dalle profondità abissali e trafigge il Lusitania

### Inchiesta e processi
L'inchiesta sull'affondamento del Lusitania venne affidata a lord Mersey, che già si era occupato delle indagini sul naufragio del Titanic. Le indagini e gli interrogatori ebbero luogo tra il giugno e il luglio 1915. Lord Mersey ricevette forti pressioni dal governo britannico perché il capitano Turner, sopravvissuto al disastro, ne venisse condannato come principale responsabile, di fatto usandolo come capro espiatorio. L'Ammiragliato contestava infatti a Turner di non aver seguito le precise istruzioni fornitegli in precedenza e di aver reso la nave, con il suo comportamento, un facile bersaglio per il nemico.
L'inchiesta ebbe fine il 17 luglio 1915, quando lord Mersey sollevò Turner, la Cunard Line e il governo britannico da ogni responsabilità, attribuendo all'attacco tedesco la totalità delle colpe dell'affondamento. Le convenzioni dell'Aia del 1899 e del 1907 decretavano come ammissibile l'affondamento di imbarcazioni in tempo di guerra, ma solo se preceduto da colpi di avvertimento e dall'evacuazione dei passeggeri; i tedeschi non avevano rispettato queste due condizioni e, oltretutto, il Lusitania non era nemmeno una nave da guerra ma un transatlantico addetto al trasporto civile, cosa che ne qualificò l'affondamento come un vero e proprio crimine di guerra.
Dopo l'entrata in guerra degli Stati Uniti, le famiglie delle vittime statunitensi fecero a loro volta causa a Turner e alla Cunard Line, ma come già determinato dall'inchiesta inglese la responsabilità venne attribuita interamente all'azione bellica della Germania. A guerra finita venne intentata una nuova causa contro la Repubblica di Weimar, Stato successore dell'Impero tedesco, che nel 1925 concesse i risarcimenti per l'affondamento.

### Teorie del complotto
L'affondamento del Lusitania e i numerosi punti poco chiari della faccenda hanno dato origine, nel corso dei decenni successivi, a numerose teorie del complotto.

#### La seconda esplosione
Una delle controversie principali legate all'affondamento è la causa della seconda esplosione, che con tutta probabilità non fu direttamente dovuta al siluro tedesco.
Gli stessi registri portuali di New York testimoniavano che una parte del carico della nave era costituita da shrapnel, ma alcuni credono che in realtà il Lusitania trasportasse molti altri armamenti di contrabbando. Per estrema sfortuna il siluro tedesco avrebbe colpito proprio la sezione della stiva dove era stato sistemato il carico illegale, provocando quindi la seconda esplosione che condannò la nave ad affondare così velocemente.
Secondo l'oceanografo Robert Ballard, che condusse varie spedizioni nel relitto della nave, invece, il siluro tedesco colpì il Lusitania nel suo deposito di carbone. I sostenitori della teoria del carico di contrabbando credono tuttavia che anche questo deposito fosse stato riempito di armi e munizioni, rendendo quindi possibile una potente deflagrazione.
Altre teorie sulla seconda esplosione ne attribuiscono la causa alla polvere di alluminio, a una bomba piazzata dalle spie tedesche, ad errori di progettazione della nave oppure ad un secondo siluro lanciato dal sottomarino tedesco (tesi di comodo propugnata anche dall'Ammiragliato britannico e da lord Mersey).

#### L'attacco programmato
La principale teoria del complotto sull'affondamento del Lusitania sostiene che il disastro fu agevolato dalle stesse autorità britanniche, le quali speravano che la morte di numerosi cittadini statunitensi per mano dei tedeschi avrebbe spinto il governo americano ad entrare a fianco del Regno Unito nella prima guerra mondiale. Alcuni accusano direttamente Winston Churchill, all'epoca primo lord dell'ammiragliato, di aver intenzionalmente lasciato che si verificassero le condizioni per l'attacco dell'U-20, ritenendolo quindi il principale responsabile dell'affondamento.
I documenti dell'epoca concernenti l'affare del Lusitania sono andati perduti oppure sono ancora secretati, quindi ad oggi non c'è modo di verificare tale dinamica. L'ostinato rifiuto dell'Ammiragliato di inviare navi per fare da scorta al transatlantico è una delle fondamenta principali di questa teoria.
Questa teoria è confutata da un'altra possibile spiegazione delle negligenze dell'Ammiragliato britannico, che riguarda il suo impegno nella contemporanea campagna dei Dardanelli: l'operazione, rivelatasi un completo disastro, avrebbe mandato in confusione l'Ammiragliato, portandolo, per una questione d'immagine, a porre la sicurezza del Lusitania in secondo piano rispetto al resto delle attività belliche navali. Si spiegherebbe così anche il tentativo di utilizzare il capitano Turner come capro espiatorio, per coprire non un piano premeditato bensì i grossolani errori da parte dell'Ammiragliato e dei suoi comandanti.